# جران (آق‌سرای)
جران (به ترکی استانبولی: Sağırkaraca) یک منطقهٔ مسکونی کردنشین در ترکیه است که در آق‌سرای واقع شده‌است.